# بنفسج ألبي
بنفسج ألبي (الاسم العلمي:Viola alpina) هو نوع من النباتات يتبع جنس البنفسج من فصيلة البنفسجية.